# إسلوف
إسلوف (بالسويدية: Eslöv)‏ هي بلدة ومقر بلدية إسلوف، مقاطعة سكونه، السويد. يبلغ عدد سكانها 17,748 نسمة وذلك اعتباراً من 31 ديسمبر 2010. ترتفع المدينة عن سطح البحر قرابة 68 متر وتبلغ مساحتها 9.14 كم².

## أعلام
- تيريزا بنغتسون
- ألبرت اولسون